# Kazachse Socialistische Sovjetrepubliek
De Kazachse Socialistische Sovjetrepubliek (Kazachs: Қазақ Советтік Социалистік Республикасы; Qazaq Sovettik Socïalïstik Respwblïkası, Russisch: Казахская Советская Социалистическая Республика; Kazachskaja Sovjetskaja Sotsialistitsjeskaja Respoeblika) was na de RSFSR de grootste sovjetrepubliek van de Sovjet-Unie.

## Kirgizische Autonome Socialistische Sovjetrepubliek
Vanaf 1920 werden, als gevolg van de stalinistische nationaliteitenpolitiek, autonome regio's binnen Sovjet-Rusland opgericht. Zo werd op 26 augustus 1920 binnen de RSFSR de gehele, door Kazachen bewoonde noordelijke helft van Turkestan van de Turkestaanse Autonome Socialistische Sovjetrepubliek afgescheiden, en werd deze hernoemd tot Kirgizische Autonome Socialistische Sovjetrepubliek (ASSR). Deze werd op zijn beurt in 1925 weer hernoemd tot Kazachse Autonome Socialistische Sovjetrepubliek.

## Kazachse Autonome Socialistische Sovjetrepubliek
De vroegere naamgeving is gebaseerd op het feit dat de Russen tot 1925 de Kazachen aanduidden als Kirgiezen. Zelf noemden ze zich doorgaans Qasaq, wat voor de Russen echter te veel op Kozak leek. De echte Kirgiezen werden door de Russen Kara-Kirgiezen (zwarte Kirgiezen) genoemd, terwijl de Kazachen dan weer als nakomelingen van de Witte Horde werden beschouwd.
De naam Kirgizische Autonome Socialistische Sovjetrepubliek  werd in 1926 overgedragen aan de in 1924 opgerichte Kara-Kirgizische Autonome Oblast (een deel van de Turkestaanse Autonome Socialistische Sovjetrepubliek), die later werd hernoemd tot Kirgizische Socialistische Sovjetrepubliek (het huidige Kirgizië).

### Gebiedsontwikkeling
Orenburg was de hoofdstad van Kazachstan tot 1925, toen de stad tot de RSFSR ging behoren.
Van 1925 tot 1929 gold in plaats daarvan Kzyl-Orda als hoofdstad. In 1929 ontving de Kazachse Autonome Socialistische Sovjetrepubliek van de uiteengevallen Turkestaanse Autonome Socialistische Sovjetrepubliek het gebied Alma-Ata met de gelijknamige stad, die vervolgens de hoofdstad werd. In 1932 verloor de Kazachse ASSR opnieuw Karakalpakstan en het Kyzylkum-gebied, die eerst als een onafhankelijke ASSR gold, en vanaf 1936 tot de Oezbeekse sovjetrepubliek ging horen. Naast Oezbekistan en Kirgizië werd in 1936 ook Kazachstan een van de RSFSR losgemaakte zelfstandige socialistische sovjetrepubliek (SSR).

## Kazachse Socialistische Sovjetrepubliek
De Kazachse Socialistische Sovjetrepubliek ontstond op 6 december 1936. In 1990 verklaarde Kazachstan zijn soevereiniteit binnen de Sovjet-Unie. In het kader van een nieuw Sovjetverdrag werd de leider van de Kazachse sovjetrepubliek Nasarbajev door Gorbatsjov met de post van vicepresident belast, maar na de machtsgreep in augustus 1991 verklaarde Kazachstan zich volledig onafhankelijk, en trad het uit de Sovjet-Unie.